# Morro (basquetebolista)
Leonardo Di Pacce dos Santos, mais conhecido como Morro (Santo André, 10 de outubro de 1984) é um jogador de basquetebol brasileiro.

## Estatísticas

### Temporada regular da NBB
| Ano      | Equipe    | PJ  | MPJ  | FG%  | 3P%  | LL%  | RT  | AS  | BR | TO  | PPJ  |
| -------- | --------- | --- | ---- | ---- | ---- | ---- | --- | --- | -- | --- | ---- |
| 2008-09  | Pinheiros | 27  | 27.5 | .630 | .000 | .758 | 5.4 | 1.3 | .9 | 1.1 | 11.6 |
| 2009-10  | Pinheiros | 25  | 28.1 | .663 | .000 | .800 | 5.2 | 1.1 | .7 | 1.0 | 11.0 |
| 2010-11  | Pinheiros | 25  | 24.8 | .675 | .500 | .729 | 5.6 | 1.2 | .8 | 1.1 | 10.5 |
| 2011-12  | Pinheiros | 21  | 21.2 | .651 | .333 | .667 | 4.1 | .7  | .3 | .9  | 7.4  |
| 2012-13  | Pinheiros | 3   | 7.3  | .000 | .000 | .000 | 1.7 | .0  | .0 | .0  | .0   |
| 2013-14  | Pinheiros | 28  | 22.8 | .644 | .000 | .743 | 4.3 | 1.0 | .8 | 1.5 | 7.2  |
| Carreira |           | 129 | 22.0 | .651 | .154 | .744 | 4.4 | .9  | .6 | .9  | 9.4  |
| All-Star |           | -   | -    | -    | -    | -    | -   | -   | -  | -   | -    |